# Sibylle Trawöger
Sibylle Trawöger (* 1983 in Linz) ist eine österreichische Theologin.

## Leben
Nach dem Studium (2001–2005) der Bio- und Umwelttechnik an der Fachhochschule Wels samt Berufspraktikum und Diplomarbeit am Max-Planck-Institut für Biochemie in Martinsried, Abteilung Membranbiochemie war sie von 2004 bis 2007 Berufspraktikantin, Diplomandin und folgend wissenschaftliche Mitarbeiterin am Max-Planck-Institut für Biochemie in Martinsried bei München, Abteilung Membranbiochemie. Nach dem Studium (2005–2010) der Katholischen Religionspädagogik und der Katholischen Fachtheologie an der KU Linz war sie von 2011 bis 2017 Universitätsassistentin am Institut für Fundamentaltheologie und Dogmatik an der KU Linz. Nach dem Promotionsstudium (2011–2016) der Katholischen Theologie an der KU Linz war sie von 2019 bis 2022 Juniorprofessorin für Systematische Theologie und ihre Didaktik an der Katholisch-Theologischen Fakultät der Universität Würzburg. Nach der erfolgreichen Zwischenevaluation (Habilitationsäquivalenz 2019–2022) der Juniorprofessur für Systematische Theologie und ihre Didaktik an der Julius-Maximilians-Universität Würzburg ist sie seit 2022 Universitätsprofessorin für Dogmatik am Institut für Systematische Theologie und Liturgiewissenschaft an der Katholisch-Theologischen Fakultät der Karl-Franzens-Universität Graz.
Ihre Forschungsschwerpunkte sind Naturwissenschaft und Theologie im Dialog sowie die interdisziplinäre Auseinandersetzung mit ausgewählten kunst- und kulturwissenschaftlichen Theorien.

## Schriften (Auswahl)
- Ästhetik des Performativen und Kontemplation. Zur Relevanz eines kulturwissenschaftlichen Konzepts für die Systematische Theologie. Paderborn 2019, ISBN 3-506-71501-1.